# 広瀬雄二
広瀬 雄二（ひろせ ゆうじ、1968年2月25日 - ）は日本のプログラマ。 山梨県塩山市（現甲州市）生まれ。山梨県立日川高等学校、慶應義塾大学理工学部卒、同大学院理工学研究科管理工学専攻後期博士課程修了。同大学ITC（インフォメーションテクノロジーセンター）助手。2001年より東北公益文科大学勤務。

## 主な著書
- 「改訂版 やさしいEmacs-Lisp講座」（2011年6月 株式会社カットシステム ISBN 978-4-87783-271-1)
- 「zshの本」（2009年7月 株式会社技術評論社 ISBN 978-4774138640)
- 「Ruby プログラミング基礎講座」（2006年2月 株式会社技術評論社 ISBN 4-7741-2645-4)